# Shawmut
Shawmut – jednostka osadnicza w Stanach Zjednoczonych, w stanie Montana, w hrabstwie Wheatland.